# Malcolm Pearson
Malcolm Everard MacLaren Pearson, baron Pearson de Rannoch, né le 20 juillet 1942 à Devizes, est un homme d'affaires et homme politique britannique, ancien dirigeant de l'UKIP. Il est membre de la Chambre des Lords.

## Biographie
Il est éduqué à Eton, puis poursuit une carrière dans l'assurance dont il démissionne pour prendre la tête de l'UKIP en 2009.
Durant la Guerre froide, il apporte son soutien aux dissidents soviétiques. Il est fait pair à vie le 18 juin 1990, recevant le titre de baron Pearson de Rannoch, et entre à la Chambre des Lords comme membre du parti conservateur. Son entrée est due aux services rendus au secteur de l'assurance, et à sa position anti-corruption notamment au moment de l'affaire Savonita.